# Трајко Ђорђевић Кукар
Трајко Ђорђевић Кукар био је предузетник из Лесковца.

## Биографија
Рођен је 1850. године у Лесковцу, у сиромашној породици. У деветој години остао је без оца те је морао да преузме обавезу издржавања породице. Учио је ћурчијски занат а већ у петнаестој години почео је самостално да се бави трговином откупљујући производе дрвене израде (јармове, виле, лопате и др.) и препродајући их по вишим ценама. Надимак Кукар стекао је зато што је продавао гвоздене куке за обрамице, мотке које су се стављале на раме за пренос терета. Када је стекао капитал од 300 гроша, уложио га је у развој препродаје чамове грађе које није било у Лесковцу. По грађу је ишао пешице у Крушевац где је куповао двоја кола разних дасака од чамовине, са којима је у повратку свраћао у Ниш, где је кола попуњавао гвожђем. Први товар робе веома брзо је распродао, а пошто је потражња била велика често је морао да путује у Ниш и Крушевац. Временом је почео да сарађује са Аустроугарском и Немачком, и увидевши, да је за развитак посла потребна стручна спрема и знање језика, послао је свог сина Ђоку прво у Београд, а затим и у Беч где је стекао знања из економије. Једно од својих првих предузећа подигао је у ортаклуку са Јованом Коцићем Гугучетом 1907. године. Била је то фабрика за израду црепа и цигле под називом "Кукар и Коцић". 1911. године отворио је, са сестрићем Јованом Јовићем, фабрику за прераду метала и ливницу под именом "Прва српска фабрика за ливење, прераду свих врста метала Кукар и Јовић" у Лесковцу. Током изградње железнице у Лесковцу његови послови везани за прераду метала су процветали, а предузеће је на крају израсло у највећу трговачку кућу у Врањском округу. Касније је основао Фабрику гвоздених кревета и намештаја "Трајко Ђорђевић Кукар".
За време Првог светског рата његове фабрике нису радиле а са активностима се наставило по завршетку рата. 1926. године, на месту старе гвожђарске радње, подигнута је нова четвороспратна палата у којој су сместили фабрику гвозденог намештаја и новоосновану фабрику сапуна и парфимерије „Трајко Ђорђевић - Кукар”. Власници фирме били су Ђорђе и Петар Ђорђевић. У фабрици су се производили сапун за прање, парфимисани сапун, медицински сапун, антисептичка средства и сапун за индустријске сврхе.